# 袖弄蝶
袖弄蝶（学名：Notocrypta curvifascia），又名羌黃蝶、曲紋袖弄蝶、黑弄蝶、黑挵蝶，为弄蝶科袖弄蝶屬下的一个种。

## 描述
雌雄外觀幾乎相同。
雄蝶頭部披褐色毛，觸角為褐色，覆有灰色鱗，尖端附近帶明顯白鱗，末端彎曲如鉤。口器黑褐色。下唇鬚前伸，前兩節被毛，背面為褐色，腹面混有灰色與白色，末節極小、褐色。
胸腹部背面為褐色，腹面為灰白色；足為褐色帶灰。前翅呈三角形，外緣略突；後翅呈扇形，臀部略帶葉狀突起。
前翅長16-23 mm，背面為褐色底，點綴白斑，翅基有褐色毛。翅腹面與背面斑紋相似，底色斑駁，由褐色、深褐、紫灰與白色鱗片交織。緣毛為黑褐色。
雌蝶外型與雄蝶幾乎相同，僅前翅略長些。
本種在臺灣地區容易與連紋袖弄蝶混淆，但兩者可藉前翅腹面特徵區分：連紋袖弄蝶的中央白帶會延伸至前緣，而袖弄蝶則沒有此特徵。

## 分佈
廣泛分布於幾乎整個東洋區、古北區及日本。臺灣普遍分佈於本島低至中海拔地區，龜山島及馬祖地區亦有記錄。

## 棲地
棲息於森林邊緣潮濕的環境，一年可發生多個世代。成蟲飛行活潑迅速，具有訪花習性，也常見吸食鳥糞。幼蟲以薑科植物為食，包括月桃、台灣月桃、穗花山奈、姜黃、山薑、鬱金等種類。冬季時通常以蛹的形態休眠越冬。